# Dischidodactylus duidensis
Dischidodactylus duidensis is een kikker uit de superfamilie Brachycephaloidea. De wetenschappelijke naam van de soort werd in 1968 als Elosia duidensis gepubliceerd door Juan Arturo Rivero Quintero. Voor de (voorlopige) plaatsing van het geslacht in een familie, zie Dischidodactylus.
De soort komt voor bij de Ángelwaterval in Venezuela op een hoogte van 1402 meter. Er zijn geen beschreven bedreigingen voor de soort.